# Chinnappanahalli, Sira
Chinnappanahalli là một làng thuộc tehsil Sira, huyện Tumkur, bang Karnataka, Ấn Độ.